# Henry von Burt

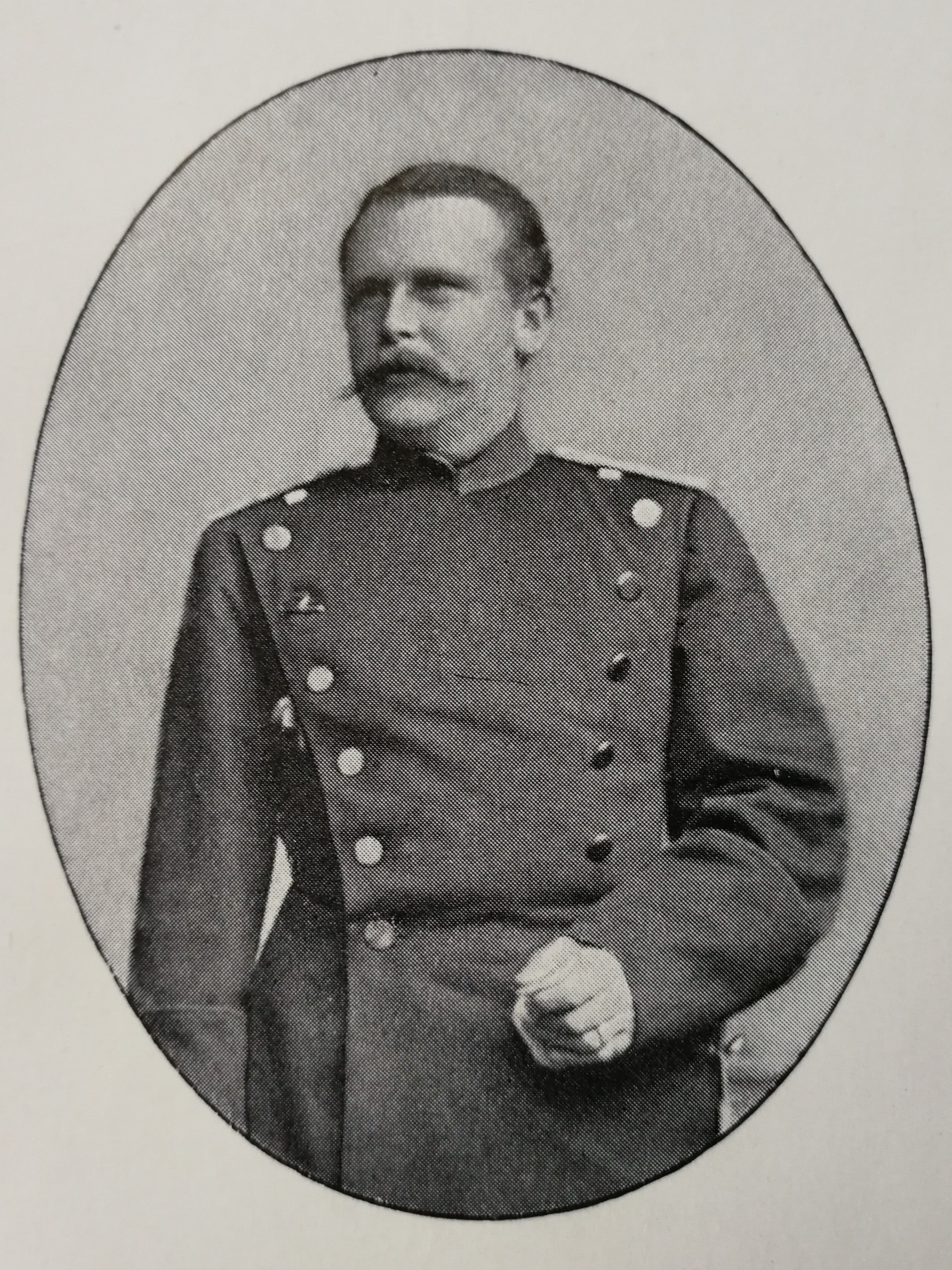
Henry von Burt

Henry Victor von Burt (* 15. Januar 1841 in Itzehoe; † 20. August 1906 in Rostock) war ein preußischer Offizier und Adjutant Helmuth von Moltkes.

## Leben
Henry Victor Burt (genannt Punchy) war der Sohn von John Heyliger Burt (1797–1856) und dessen zweiter Ehefrau Auguste (1809–1883; genannt Guste), einer Schwester Helmuth von Moltkes dem Älteren. Der Vater stammte aus Colton bei Rugeley in der Grafschaft Staffordshire und war Besitzer der Zuckerrohrplantage St. Johns auf der Westindischen Insel Saint Croix. Er starb auf der Heimfahrt von Saint Croix vor der britischen Küste, als Henry 14 Jahre alt war.

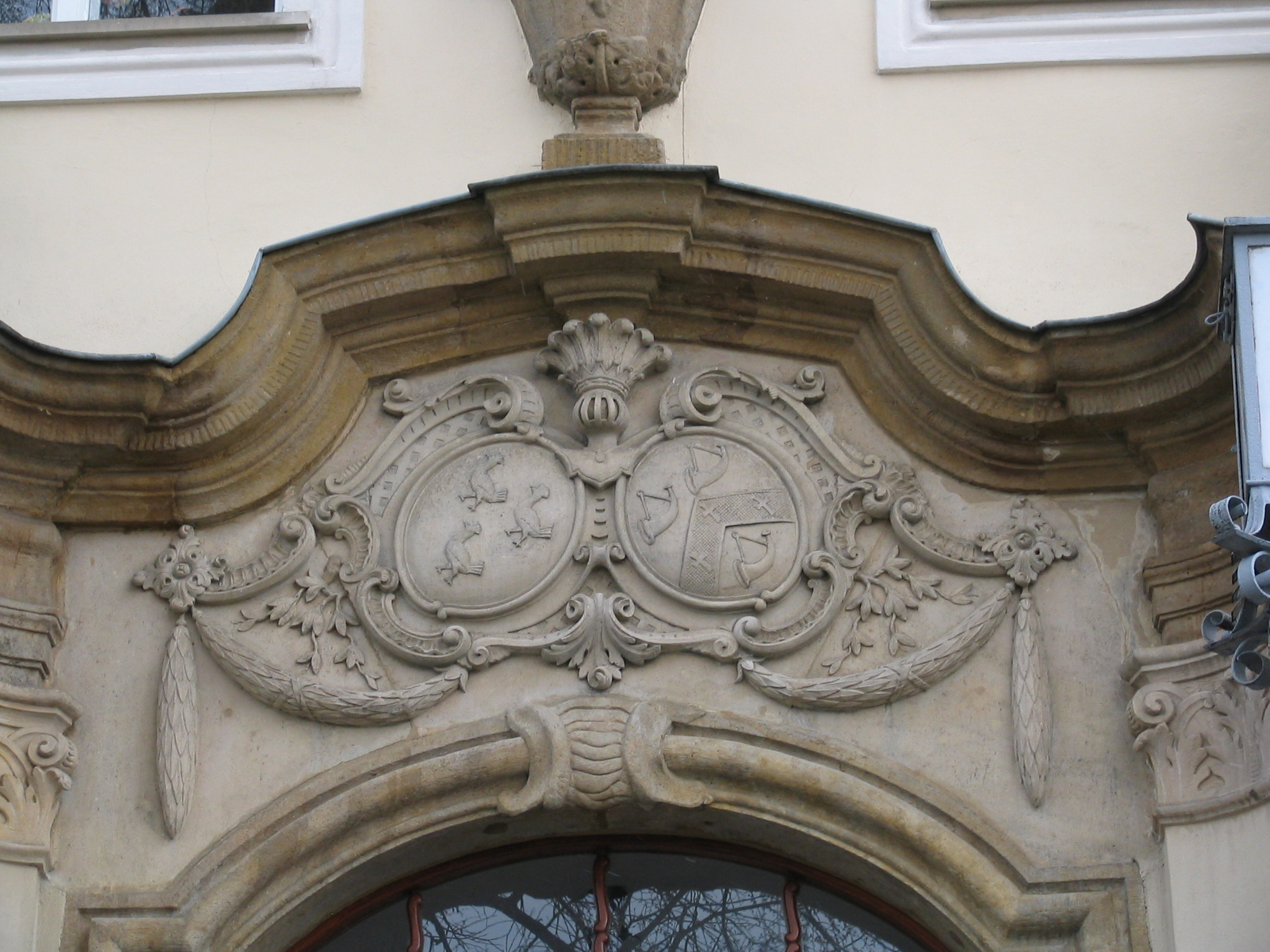
Allianzwappen Moltke (links) und Burt (rechts) am Schloss in Kreisau (heute Krzyżowa)

Henry hatte zwei Halbschwestern Charlotte (* 1824) und Mary (* 1826) sowie eine Schwester Ernestine (* 1839). Mary heiratete im Jahre 1842 Helmuth von Moltke den Älteren in Itzehoe. Mary wurde in der Familie auch oft Marie genannt. Aufgrund dieser Heirat wurde der Neffe Henry auch gleichzeitig Schwager Moltkes. Nachdem Henry Halbwaise geworden war, zog er zu seinem Onkel Friedrich Johann (1799–1874; genannt Fritz) und dessen Ehefrau Elisabeth (genannt Betty) nach Flensburg. Mutter Auguste und Schwester Ernestine zogen nach Altona. Aber auch Helmuth von Moltke betrachtete ihn als seinen Ziehsohn.
In Flensburg ging Henry auf das Gymnasium, begeisterte sich jedoch mehr für den Gesang. Er verließ die Schule vor dem Abitur, bestand dann in Berlin sein Fähnrichsexamen und war in Minden in das Infanterieregiment eingetreten. Innerhalb eines Jahres wurde er Leutnant der Preußischen Armee. Schließlich wurde er 1869 Helmuth von Moltkes Adjutant. Auf dem 1875 entstandenen Bild Moltke im Observatorium vor Paris bildete Ferdinand von Harrach Moltke mit seinen beiden Adjutanten Oberstleutnant Otto von Claer und Hauptmann von Burt ab.

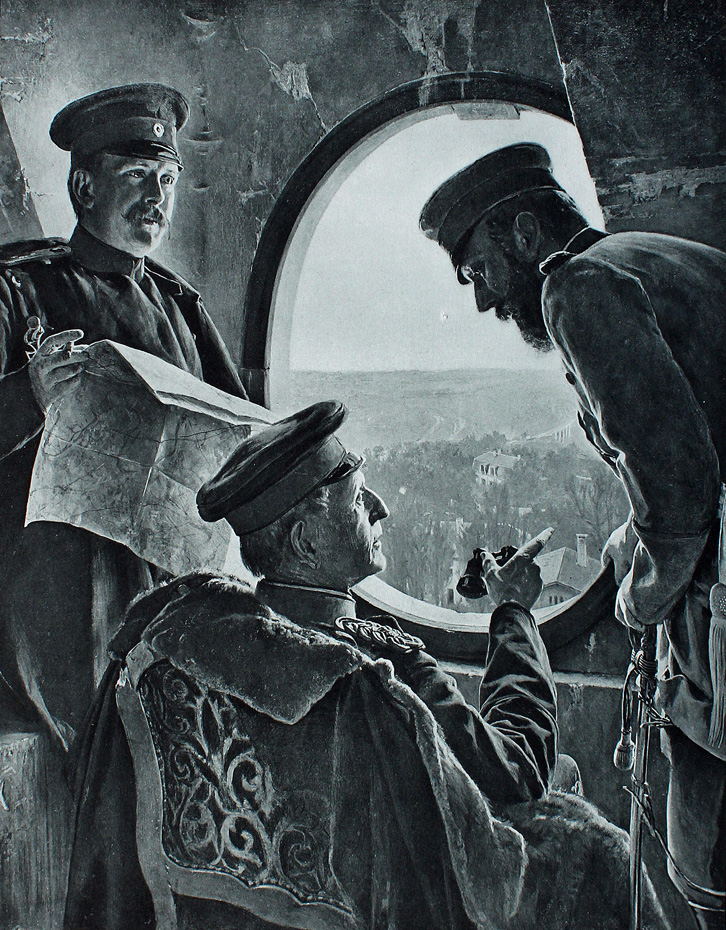
Generalfeldmarschall Graf von Moltke vor Paris mit seinen Adjutanten Henry von Burt und Otto von Claer (Heliogravüre eines Gemäldes von Ferdinand von Harrach)

Henry von Burt litt unter Nervenschwäche und begab sich 1883, begleitet von seiner Mutter, auf Erholungsreise in die Schweiz, wo er einen Zusammenbruch erlitt und in ein Sanatorium kam. Die besorgte Mutter starb noch im gleichen Jahr bei einem Besuch von Verwandten in Potsdam an einem Herzinfarkt. Henry von Burt ließ sich unter anderem in der 1. Sächsischen Kaltwasserheilanstalt Kreischa behandeln, schied aus dem aktiven Militärdienst aus und kaufte eine Villa in Blasewitz direkt am linken Elbeufer, die er ab 1884 bewohnte und die bald Villa Moltke genannt wurde. Sein Onkel Helmuth besuchte ihn oft in Blasewitz. 1887 erschoss sich Burts langjähriger Diener und Burt begab sich erneut in eine Nervenheilanstalt.
Bei der Trauerfeier zu Helmuth von Moltkes Tod im Jahre 1891 war Henry von Burt nicht anwesend, da er sich im Streit mit Wilhelm von Moltke befand. Henry hatte mit der Deutschen Verlags-Anstalt unter Vermittlung von Joseph Kürschner einen Vertrag über die Herausgabe aller Briefe von Helmuth von Moltke an Mary Burt geschlossen. Gleichzeitig gab Wilhelm beim Verlag Mittler die Gesammelten Schriften des Feldmarschalls heraus.
Die Villa Moltke wurde ab 1893 von Cäcilie und Heinrich Adolf Mohrhoff bewohnt. Die Anschrift der Villa war damals in Blasewitz, Johannstraße 33 (die 1910/11 umgebaute Villa hat heute die Adresse Dresden, Regerstraße 2). Henry von Burt ist seit 1893 dort nicht mehr nachweisbar. Allerdings gab es noch einen Briefwechsel von Burt mit der Deutschen Verlags-Anstalt bis Januar 1894. 15 Jahre nach dem Tod seines Onkels und Gönners Helmuth von Moltke starb Henry von Burt in Rostock im Alter von 65 Jahren.